# Frank Foster

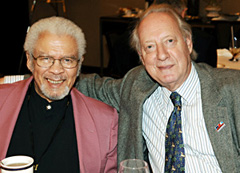
Frank Foster y el crítico Dan Morgenstern, editor de Down Beat y de otras revistas de jazz.

Frank Foster (23 de septiembre de 1928 - 26 de julio de 2011) fue un músico estadounidense de jazz, saxofonista tenor y soprano, arreglista y compositor. Colaboró con frecuencia con Count Basie y trabajó como director de grupo desde comienzos de los años 50.